# Christuskirche (Altbach)
Die evangelische Christuskirche ist eine Dorfkirche in der Weinbergstraße 24 in Altbach. Sie wurde von Hans Seytter geplant und von Helmuth Uhrig ausgeschmückt.

## Geschichte

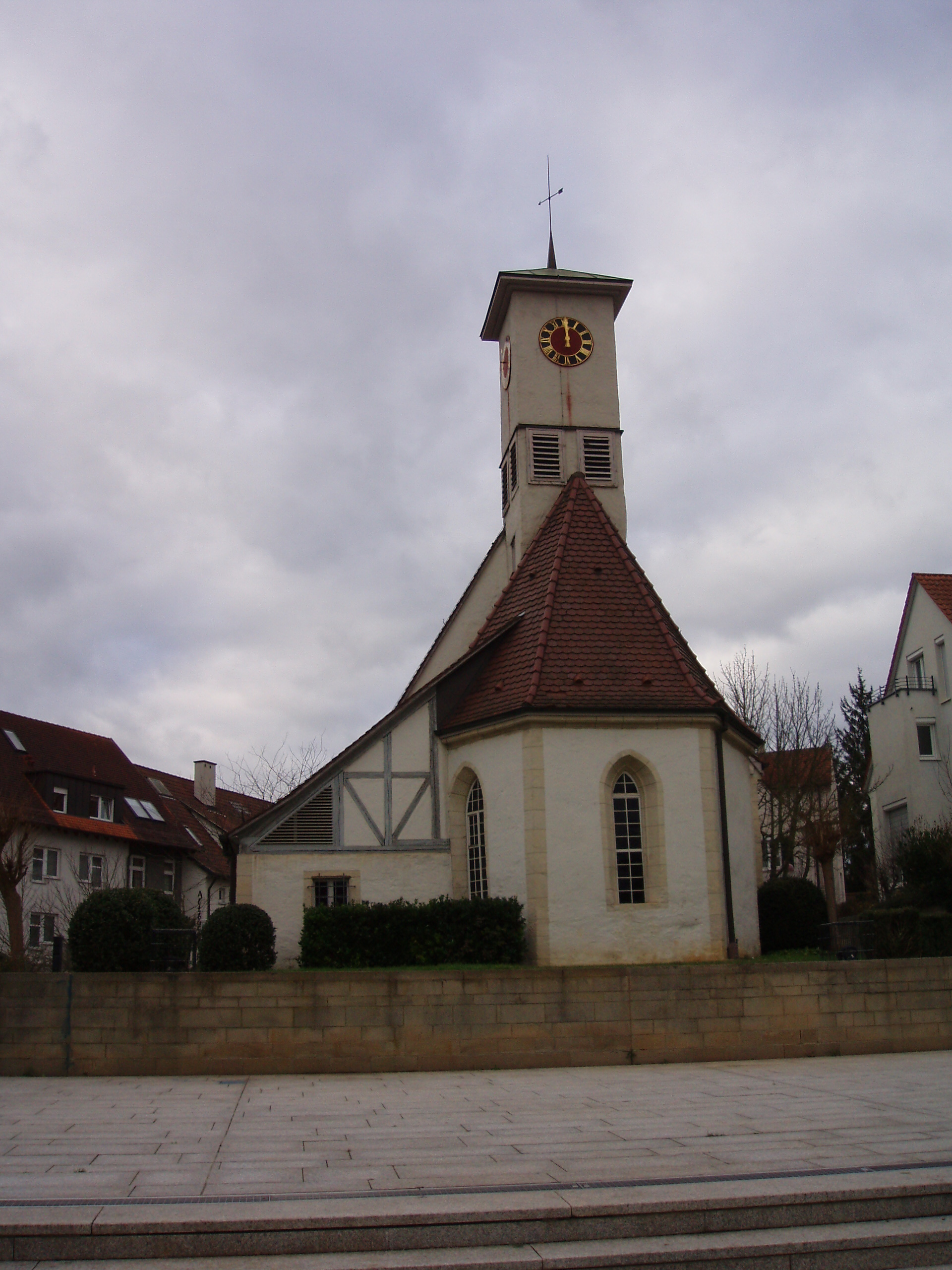
Die mittelalterliche Ulrichskirche

Nach dem Zweiten Weltkrieg führte der durch den Zuzug Heimatvertriebener gewachsene Platzbedarf zur Planung einer neuen Kirche an Stelle der mittelalterlichen Ulrichskirche.
Nach dem ersten Spatenstich am 3. Februar 1959 wurde der Grundstein am 13. Juni gelegt und das Richtfest am 11. September 1959 gefeiert. Eingeweiht wurde die 486 Sitzplätze fassende Kirche am 24. Juli 1960 durch Landesbischof Haug. Der CVJM erhielt eine Bleibe in den Jugendräumen des Bauwerks. 1994 wurden weitere Jugendräume angebaut.
Die zwischen Weinberg- und Urbanstraße liegende Kirche wurde als traditionelle Dorfkirche geplant, weswegen man auf eine abstrakte Ausschmückung im modernen Stil verzichtete. Bildhauer Uhrig empfahl statt eines leeren Kreuzes an der Chorwand eine „mehrschichtige“ Christusgestalt, die nicht nur den toten, sondern auch den lebenden Jesus ins Gedächtnis rufen sollte. Als Leitfaden schlug Uhrig das Zitat vor: „Und das Wort ward Fleisch und wohnte unter uns und wir sahen seine Herrlichkeit.“ (Joh. 1,14 )

## Äußerer Schmuck
Auf dem 32 Meter hohen Kirchturm befindet sich ein vergoldeter Wetterhahn. Der Turm enthält vier Glocken, von denen drei anlässlich des Kirchenbaus neu gegossen wurden, die vierte und kleinste aber aus der alten Ulrichskirche stammt.
Uhrig gestaltete die untere Eingangstür mit in Kupfer getriebenen Darstellungen zu den Zehn Geboten. Sie sollen das Gesetz Moses und das Alte Testament überhaupt symbolisieren.
An der südlichen Außenwand und über dem unteren Eingang befinden sich als Ecksteine die Symbole der vier Evangelisten; zuoberst der Menschenkopf mit Flügeln für Matthäus, darunter der Löwenkopf für Markus, dann der Stierkopf für Lukas und der Adler für Johannes. Ebenfalls auf der Außenseite der Kirche, links neben dem unteren Eingang, ist der Grundstein der Christuskirche in die Wand eingelassen. Er ist mit einem Kreuz verziert; oberhalb der Querbalken sind die griechischen Buchstaben Α und Ω zu sehen, darunter ist das Jahr der Grundsteinlegung angegeben.
Die obere Tür zur Urbanstraße zeigt, ebenfalls in Kupfer getrieben, in sechs Bildern Werke der Barmherzigkeit und Nächstenliebe, wie sie im Matthäus-Evangelium 25, 35-36 geschildert werden.

## Inneres

### Christusfigur
Vom unteren Eingang führt eine Treppe in den Kirchenraum. Die dem Eingang gegenüber befindliche dunkelblau gestrichene Chorwand ist mit einer großen Christusgestalt geschmückt, die mit waagerecht ausgestreckten Armen steht, schwebt oder hängt und dadurch die Form eines Kreuzes bildet. Sie trägt ein langes Gewand; ein tatsächliches Kreuz und eine Dornenkrone sind nicht vorhanden.

### Altar
Vor der blauen Wand, die Himmel und All symbolisieren soll, steht der erhöhte Altar, der von Uhrig nicht selbst angefertigt, aber entworfen wurde. Es handelt sich um einen schlichten Marmortisch. Ursprünglich wollte der Kirchengemeinderat das alte Altarkruzifix aus der Ulrichskirche in die Christuskirche zu überführen. Uhrig hatte sich diesem Ansinnen aber widersetzt, weil dieses Kruzifix weder im Stil noch inhaltlich zu der neuen Kirche und insbesondere zu der Christusgestalt hinter dem Altar gepasst hätte: Da dieser Christus ohne Kreuz als Auferstandener dargestellt ist, wäre ein Kruzifix mit dem Leib des Gekreuzigten in nächster Nähe widersprüchlich gewesen. Daher trägt der Altar nur ein leeres Kreuz.

### Rundfenster
Mit der Christusfigur an der Chorwand hinter dem Altar korrespondiert ein farbiges Rundfenster über der Orgelempore. Es thematisiert in neun runden Detailbildern den zweiten Glaubensartikel. Die Passage „empfangen durch den Heiligen Geist“ veranschaulicht eine Verkündigungsszene mit Maria und dem Erzengel Gabriel. Zu den Worten „geboren von der Jungfrau Maria“ gehört eine Darstellung Marias mit dem Kind und der Krippe im Stall zu Bethlehem unter dem leuchtenden Stern. Eine Szene mit Christus vor Pilatus illustriert den Textabschnitt „gelitten unter Pontius Pilatus“; eine Kreuzigungsszene mit Maria und Johannes die Worte „gekreuzigt, gestorben“. „Und begraben“ veranschaulicht eine Darstellung der Grablegung Christi mit Josef von Arimathia und Frauen. Das sechste Detailfenster zeigt eine Höllenfahrt Christi zu den Worten „hinabgestiegen in das Reich des Todes“. Zu der Passage „am dritten Tage auferstanden von den Toten“ gehört ein Bild mit der Auferstehung Christi samt Engel und Frauen an seinem Grab. Das vorletzte Detailfenster zu den Worten „aufgefahren in den Himmel“ zeigt die Himmelfahrt Christi und das letzte, zentral eingeordnete, illustriert den Satz: „Er sitzt zur Rechten Gottes, des allmächtigen Vaters; von dort wird er kommen, zu richten die Lebenden und die Toten.“ Sieben Sterne symbolisieren auf diesem Bild das Weltall, und Christus als Weltenrichter führt ein zweischneidiges Schwert, was der Schilderung in der Offenbarung des Johannes (113-116) entspricht.
Uhrig entwarf diese Fensterbilder 1960. Das Fenster wurde bei H. Bernhardt in Ravensburg hergestellt.

### Kanzel
Die Kanzelbrüstung ist mit drei holzgeschnitzten Szenen aus dem Leben Jesu geschmückt. Nach dem Evangelium des Matthäus ist die erste, dem oberen Eingang zugewandte Szene gestaltet, die Anbetung des Jesuskindes durch die drei Weisen im Stall zu Bethlehem. Auf der Vorderseite der Kanzel ist die Hochzeit zu Kana dargestellt: Sechs Krüge, in die zwei Männer Wasser gießen, das dann von Jesus in Wein verwandelt wird, sind hier zu sehen. Dem Taufstein zugewandt ist das dritte Bild, das die Speisung der Fünftausend zum Inhalt hat. Uhrig wählte für seine Darstellung dieses Wunders die Version, in der Jesus zu seinen Jüngern sagt: „Gebt ihr ihnen zu essen.“

### Taufstein
Der Taufstein trägt zwei Reliefs. Dem Kirchenraum zugewandt ist die Darstellung der Taufe Jesu im Jordan durch Johannes den Täufer mit dem Geist Gottes in Gestalt einer Taube. Auf der anderen Seite des Taufsteins ist der Tauf- bzw. Missionsbefehl Jesu an seine Jünger dargestellt.

### Bilderfries
Ein Fries an der Ostwand über den Fenstern ein Bilderfries zeigt links die Heilung des Gebrechlichen am Teich Bethesda, daneben die jüdischen Gelehrten, die zur Einhaltung des Sabbats mahnen, dann die Krönung und Vollendung der Vollmacht Christi, der auf dem Richterstuhl in der Mandorla dargestellt ist, und schließlich Christus beim Jüngsten Gericht neben dem traditionellen Höllenrachen, in den die Verurteilten wandern.

### Michaelsfenster
Die obere Tür des Kirchenraumes in der Nähe der Kanzel führt in einen Vorraum unter dem Turm. Hier ist das kleine Michaelsfenster mit dem Kampf des Erzengels Michael gegen den Drachen angebracht.

## Sonstiges
1968 wurde eine goldene Medaille der Stadt Altbach ausgegeben, die auf der einen Seite die neue Schule und die Schwimmhalle, auf der anderen Seite die Heiligkreuz- und die Christuskirche in Altbach zeigte.